# Paris Internet Exchange
Paris Internet Exchange, ou ParIX, est un point d'échange Internet créé en 1997 par l'opérateur de télécommunications français France Télécom.
En 2002, le point a migré du protocole ATM au protocole GigaEthernet.
Il est possible de se connecter au ParIX via les points d'accès (POP) suivants :
- France Télécom Aubervilliers
- Interxion Paris 2
- Telehouse Paris 1
- Telehouse Paris 2
- Telehouse Paris 3

Des liens 10 gigabit Ethernet (GE) relient les points d'accès, à l'exception de Aubervilliers et InterXion 2 (reliés par 4 × 1 gigabit).